# Margit Sandemo

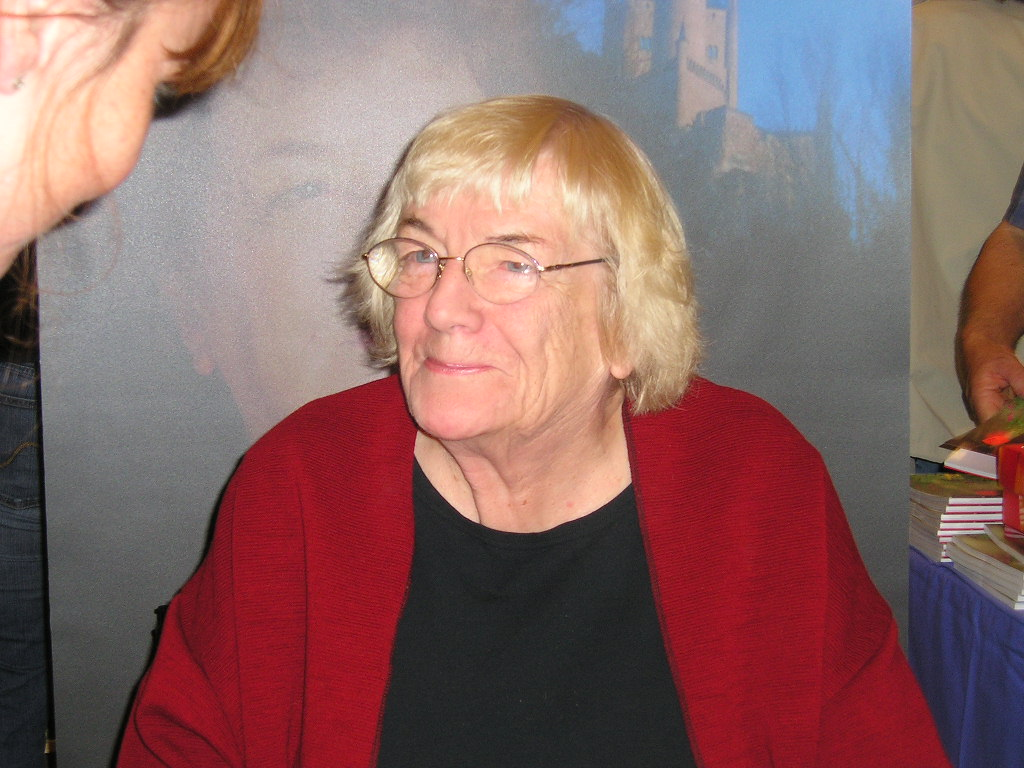
Margit Sandemo (2005)

Margit Sandemo (* 23. April 1924 als Margit Underdal in Lena, Østre Toten, Norwegen; † 1. September 2018 in Skillinge, Schweden) war eine schwedisch-norwegische Schriftstellerin. Sie gilt mit ihren 172 in mehr als 40 Millionen Exemplaren verkauften Romanen, welche vorwiegend dem Fantasy-Genre zugeordnet werden, als die meistgelesene skandinavische Autorin.

## Werke (Auswahl)
- Sandemo-serie (1964–1981)
- Die Saga vom Eisvolk (1982–1989)
- Häxmästaren (1991–1994)
- Legenden om Ljusets rike (1995–1999)
- De svarta riddarna (2000–2003)
- Blåljus (2004)
- Trollrunor (2005–2008)